# Kaput Lager - Gli ultimi giorni delle SS
Kaput Lager - Gli ultimi giorni delle SS (estrenada internacionalment com Achtung! The Desert Tigers) és una pel·lícula italiana del 1977 del gènere nazisploitation escrita i dirigida per Luigi Batzella (acreditat com Ivan Kathansky).

## Argument
Al front d'Àfrica durant la Segona Guerra Mundial, un comando estatunidenc a les ordes del major Lexmann intenta atacar un dipòsit de carburant, però fracassen i són capturats. Lexmann és internat en un camp de presoners a Líbia, dirigit pel sàdic capità Steir, que disfruta assotant les dones i torturant els presoners. Steir és ajudat per la doctora Lessing, enamorada de la presonera Clare, alhora enamorada de Max. El comandant organitza una evasió, utilitzant a la doctora Lessing com a ostatge.

## Repartiment
- Richard Harrison: el major Lexman
- Lea Lander: la doctora Erika Lessing, SS Afrika Korps
- Gordon Mitchell: capità Steir
- Isarco Ravaioli: tinent Keller
- Agnese Kalpagos: Clara
- Gino Turini: sergent (com John Brown)
- Zaira Zoccheddu: noia jueva
- Mauro Mannatrizio: un soldat de Lexman
- Italo Gasperini:
- Mike Monti: Max
- Alfredo Rizzo: un general americà (no acreditat)